# Singed
Singed é um filme mudo americano  lançado em 1927 produzido e distribuído pela Fox Film. O filme foi dirigido por John Griffith Wray e Blanche Sweet. O filme é baseado na história de Adela Rogers St. Johns.

## Elenco
- Blanche Sweet – Dolly Wall
- Warner Baxter – Royce Wigate
- James Wang – Wong
- Alfred Allen – Jim
- Clark Comstock – Wes Adams
- Howard Truesdale – Indian Agent
- Claude King – Ben Grimes
- Ida Darling – Mrs. Eleanor Cardigan
- Mary McAllister – Amy Cardigan
- Edwards Davis – Howard Halliday
- Edgar Norton – Ernie Whitehead